# Juanita Guerra Mena
Juanita Guerra Mena (Cuautla, Morelos; 19 de marzo de 1983) es una abogada y política mexicana, afiliada al Movimiento Regeneración Nacional. Fue diputada federal por el distrito 3 de Morelos de 2018 a 2024. Desde el 1 de septiembre de 2024, es senadora de la república al Congreso de la Unión en segunda fórmula por Morelos. 

## Trayectoria académica
Es licenciada en Derecho y tiene estudios de maestría en Alta Dirección, así como diplomados en Derecho Procesal; Derecho Agrario; Participación y Control Social en el sector Ambiental; y, Administración Municipal.

## Trayectoria política
Se afilió al Partido Revolucionario Institucional en 2009 para ser su candidata a sindica del Ayuntamiento de Cuautla, cargo que ejerció de 2009 a 2012; durante el mismo periodo fue coordinadora para el programa de elaboración de Plataforma Digital del PRI; en 2014 fue coordinadora distrital para el Programa de Elaboración de la Plataforma Político Electoral en Morelos; y de 2014 a 2015 fue delegada estatal de Capacitación del Organismo Nacional de Mujeres Priístas en Morelos.
Renunció a su militancia en el PRI en 2018 y se unió al Movimiento Regeneración Nacional, que la postuló candidata a diputada federal por el Distrito 3 de Morelos en el proceso electoral de dicho año, resultando electa a la LXIV Legislatura que concluyó en 2021; y en la cual fue presidenta de la comisión de Seguridad Pública; e integrante de las comisiones de Comunicaciones y Transportes; y de Hacienda y Crédito Público.
Se presentó a la reelección por el mismo distrito, resultó ganadora de la contienda electoral siendo nuevamente diputada, esta vez a la LXV Legislatura que concluyó en 2024 y en donde volvió a ocupar la presidencia de la comisión de Seguridad Pública; y fue integrante de las de Defensa Nacional; y de Economía, Comercio y Competitividad.
En 2024, Morena la nominó candidata a senadora en segunda fórmula junto a Víctor Mercado Salgado, por la coalición Sigamos Haciendo Historia, su fórmula logró el 56.30% de los votos emitidos, treinta puntos de diferencia sobre el binomio de la alianza Fuerza y Corazón por México, liderado por Ángel García Yáñez, obteniendo su escaño por el principio de la mayoría relativa. Tomó posesión como senadora de la república el 1 de septiembre de 2024.